# Rafael Navarro
Rafael Navarro (Alicante, 1912 – Barcellona, 1993) è stato un attore spagnolo.
Ha preso parte a 29 film dal 1930 fino al 1982 e a diverse serie televisive fino al 1993.
Il suo ultimo ruolo è stato nella televisione spagnola, Don Andrés nel primo episodio di Anillos de oro (1983).

## Filmografia

### Cinema
- Don Juan diplomático, regia di George Melford e Enrique Tovar Ávalos (1931)
- La buenaventura, regia di William C. McGann (1934)
- Barrios bajos, regia di Pedro Puche (1937)
- Accadde a Damasco (Sucedió en Damasco), regia di José López Rubio e Primo Zeglio (1943)
- Alas de paz, regia di Juan Parellada (1943)
- Se le fue el novio, regia di Julio Salvador (1945)
- La muralla feliz, regia di Enrique Herreros (1948)
- Pacto de silencio, regia di Antonio Román (1949)
- Despertó su corazón, regia di Jerónimo Mihura (1949)
- Mi adorado Juan, regia di Jerónimo Mihura (1950)
- Un soltero difícil, regia di Manuel Tamayo (1950)
- Unas páginas en negro, regia di Juan Fortuny e Armando Seville (1950)
- El hombre que veía la muerte, regia di Gonzalo Delgrás (1951)
- Duda, regia di Julio Salvador (1951)
- La forastera, regia di Antonio Román (1952)
- Muerte al amanecer, regia di Josep Maria Forn (1960)
- Los cuervos, regia di Julio Coll (1961)
- Regresa un desconocido, regia di Juan Bosch (1961)
- La chica de los anuncios, regia di Pedro Lazaga (1968)
- No le busques tres pies..., regia di Pedro Lazaga (1968)
- El condenado, regia di Antonio Abellán - cortometraggio (1968)
- Esperienze prematrimoniali (Experiencia prematrimonial), regia di Pedro Masó (1972)
- L'amante adolescente (Una chica y un señor), regia di Pedro Masó (1974)
- Los nuevos españoles, regia di Roberto Bodegas (1974)
- Volvoreta, regia di José Antonio Nieves Conde (1976)
- Hasta que el matrimonio nos separe, regia di Pedro Lazaga (1977)
- Casa Manchada, regia di José Antonio Nieves Conde (1977)
- Me siento extraña, regia di Enrique Martí Maqueda (1977)
- La Coquito, regia di Pedro Masó (1977)
- Carne apaleada, regia di Javier Aguirre (1978)
- Viva la clase media, regia di José María González Sinde (1980)
- L'alveare (La colmena), regia di Mario Camus (1982)